# Schiedlberg
Schiedlberg è un comune austriaco di 1 226 abitanti nel distretto di Steyr-Land, in Alta Austria.